# Lise Lindbæk
Lise Lindbæk (Copenhague, 1 de enero de 1905 - Kiel, 13 de marzo de 1961) fue una periodista y escritora noruega considerada como la primera corresponsal de su país.

## Biografía
Nacida en Copenhague, Dinamarca, fue hija de Sofie Aubertl, maestra, y Johannes Peder Lindbæk, sacerdote y periodista, tras cuya muerte se mudó con su madre a Kristiania, en 1920. En Noruega se casó en 1927 con Sanfrid Neander-Nilsson periodista y editor, con el que tuvo una hija en 1929, Janka. Dado que su marido era pro-nazi, Lise se divorció en 1933, trasladándose a Génova. 
Se la considera, junto con Gerda Grepp, como las primeras mujeres noruegas corresponsales de guerra, cubriendo procesos políticos como el ascenso de Mussolini al poder, noticias como el incendio del Reichstag de 1933, o conflictos como la guerra civil española, donde se la menciona junto a Ernest Hemingway y Nordahl Grieg. Perdida la causa republicana en España, Lise pasó a Francia colaborando en la empresa de mejorar las condiciones de los niños refugiados españoles en ese país. De 1934 a 1939 vivió con el médico berlinés Max Hodann, que había emigrado a Italia debido al hostigamiento del régimen nazi.
Tras el estallido de la Segunda Guerra Mundial, la Lindbæk se encontraba en París, cuando la ciudad fue tomada por el ejército alemán. Sin posibilidades de regreso a Noruega, Lise se trasladó a África, donde, tras documentar la situación de los marineros escandinavos internados en las colonias francesas norteafricanas (Argelia y Marruecos), durante seis meses, consiguió finalmente embarcar para los Estados Unidos. Allí impartió conferencias en algunas universidades, trabajó para la revista Nordisk Tidende, y editó la antología Tusen norske skip (Un millar de barcos noruegos), relato dedicado a los marineros noruegos y su contribución durante la guerra, que se publicaría en inglés en 1943, y posteriormente en Noruega. 
Concluido el conflicto armado, Lise Lindbæk regresó a Noruega, donde a pesar de arrastrar importantes problemas de alcoholismo, se entregó al proceso de reconstrucción del condado de Finnmark, arrasado por la guerra, al mismo tiempo que colaboraba como periodista para las Naciones Unidas, entre 1945-1949, trabajos que recopilaría en un libro publicado en 1949.(FN; Inntrykk og opplevelser fra Lake Success og Paris). Ya en la década de 1950, Lindbæk orientó su trabajo periodístico hacia las dos Alemanias de aquel periodo, tanto la Oriental como la Occidental.
En 1961, tras suicidarse en las costas de Kiel, Lise Lindbæk fue enterrada en Roskilde, Dinamarca.

## Selección de obras en noruego
- Jødene vender hjem (1935, con su marido, Max Hodann)
- Bataljon Thälmann (1938)
- Tusen norske skip (1ª ed. de la antología, en Nueva York, 1943)
- Spania og vi (1946)
- Brennende jord (1958)